# Nidaa Tounes
Nidaa Tounes (arabisch نداء تونس, DMG Nidāʾ Tūnis, übersetzt „Ruf Tunesiens“) ist eine säkulare Sammlungspartei in Tunesien. 2012 gegründet, wurde sie bei der Parlamentswahl im Oktober 2014 auf Anhieb zur stärksten Kraft in der Volksrepräsentantenversammlung gewählt. Gründungsvorsitzender Beji Caid Essebsi siegte zudem Ende 2014 im zweiten Wahlgang der Präsidentschaftswahl gegen Amtsinhaber Moncef Marzouki.

## Geschichte

### Gründung
Nidaa Tounes wurde durch den ehemaligen Premierminister Beji Caid Essebsi nach den postrevolutionären Wahlen 2011 gegründet. Die Partei zielt darauf ab, die säkularen Kräfte des Landes zu einen und gegen die nach der tunesischen Revolution und der ersten freien Wahl dominierende islamistische Partei Ennahda anzuwirken. Dem zehnköpfigen Gründungskomitee gehörten unter anderem Taieb Baccouche und Selma Elloumi Rekik an.
Der Ruf Tunesiens vereinigt ehemalige Mitglieder der Konstitutionellen Demokratischen Sammlung (RCD) des gestürzten Präsidenten Ben Ali, säkulare Linke, und fortschrittliche Liberale. Außerdem hat die Partei die Unterstützung von zahlreichen Mitgliedern sowohl des tunesischen Gewerkschaftsbunds UGTT als auch des nationalen Arbeitgeberverbands UTICA. Führende Mitglieder der Partei identifizieren sich als Destouriens, sie berufen sich also auf die Tradition der Neo-Destur-Partei beziehungsweise Sozialistischen Destur-Partei des ersten tunesischen Präsidenten und „Staatsgründers“ Habib Bourguiba. Von Kritikern wird sie als Sammelbecken von Vertretern des alten Regimes angesehen. Der Parteivorsitzende Essebsi war unter Bourguiba Innen-, Verteidigungs- und Außenminister und während der ersten Präsidentschaftsjahre Ben Alis Parlamentspräsident. Im Zuge der revolutionären Ereignisse 2010/11 wurde er Premierminister und führte während der Transformationszeit eine Übergangsregierung.

### Verfassunggebende Versammlung
In der Verfassunggebenden Versammlung war Nidaa Tounes ab August 2012 durch Überläufer von anderen Parteien vertreten. Im Oktober 2012 starb ein Funktionär der Partei in Tataouine, angeblich nachdem er von Regierungsanhängern bei gewaltsamen Zusammenstößen zwischen Ennahda- und Nidaa-Unterstützern zusammengeschlagen worden war. Im Juli 2013 hatte sie 11 Abgeordnete, von denen mehrere die Partei aber wieder verließen. Bei Auflösung der Versammlung im Herbst 2014 hatte sie noch 6 Parlamentarier.

### Bündnisse 2013
Im Februar 2013 gründete sie zusammen mit der Republikanischen Partei und mehreren kleineren oppositionellen und säkularen Parteien das Bündnis Union für Tunesien. Im Juli 2013 schlossen sie sich mit weiteren Parteien, darunter die linke Volksfront, zur noch breiteren Nationalen Rettungsfront zusammen, die die Opposition gegen die Regierung der sogenannten Troika koordinieren wollte. Sie zerfiel aber bald wieder.

### Wahlen 2014 und Regierungsverantwortung seit 2015
Zur Parlamentswahl im Oktober 2014 trat sie dann nicht als Teil der Union für Tunesien, sondern mit einer eigenen Liste an. Dabei wurde sie mit 86 der insgesamt 217 Sitze stärkste Kraft und stellt mit Mohamed Ennaceur seit der Konstituierung am 2./4. Dezember den Parlamentspräsidenten.
Ennaceur übernahm am 31. Dezember 2014 interimistisch die Führung der Partei, weil an diesem Tag der Gründungsvorsitzende Beji Caid Essebsi zum Präsidenten Tunesiens wurde, nachdem er die Präsidentschaftswahl im November und Dezember 2014 gewonnen hatte. Die im Januar 2014 verabschiedete Verfassung Tunesiens sieht vor, dass der Präsident keiner Partei angehören darf. Auch im daraufhin gebildeten Kabinett Essid unter dem parteilosen Ministerpräsidenten Habib Essid stellte Nidaa Tounes acht Minister, sodass die Partei ab 2015 die führende Position in der tunesischen Politik einnahm.
Am 9. November 2015 spaltete sich die Partei. 31 ihrer bisherigen Abgeordneten gaben ihren Austritt aus der Partei bekannt, womit sie auch ihre Parlamentsmehrheit verlor. Die 31 Abgeordneten begründeten ihren Austritt damit, die Präsidentenfamilie versuche eine Dynastie und den Präsidentensohn Hafedh als Nachfolger seines Vaters aufzubauen, und kritisierten den zunehmend autoritären Charakter der Partei, den Aufbau einer parteieigenen Miliz, Korruption, Hetzkampagnen durch Medienverlage, die sich in der Hand von Parteimitgliedern befänden, sowie einem versuchten Putsch gegen die neue demokratische Verfassung. Seit dem 10. November 2015 stellt somit wieder die gemäßigt islamistische Ennahda die stärkste Fraktion im tunesischen Parlament.
Nachdem das Kabinett Essid am 3. August 2016 im Parlament die Vertrauensfrage verloren hatte, bildete der Nidaa-Tounes-Politiker Youssef Chahed im Auftrag Essebsis ein neues Kabinett, das sich wiederum auf einer breiten parlamentarischen Mehrheit zusammen mit der Ennahda stützt. Nidaa Tounes stellt neben dem Regierungschef vier Minister und vier Staatssekretäre im Kabinett Chahed, das seit dem 27. August 2016 regiert.